# Treasure Island (Flórida)
Treasure Island é uma cidade localizada no estado americano da Flórida, no condado de Pinellas. Foi incorporada em 1955.

## Geografia
De acordo com o United States Census Bureau, a cidade tem uma área de 13,7 km², onde 4 km² estão cobertos por terra e 9,7 km² por água.

### Localidades na vizinhança
O diagrama seguinte representa as localidades num raio de 8 km ao redor de Treasure Island.

## Demografia
Segundo o censo nacional de 2010, a sua população é de 6 705 habitantes e sua densidade populacional é de 1 681 hab/km². Possui 5 801 residências, que resulta em uma densidade de 1 454,40 residências/km².